# Boarmia zascia
Boarmia zascia là một loài bướm đêm trong họ Geometridae.